# کلیسای جامع گراتس
کلیسای جامع گراتس (آلمانی: Grazer Dom) یک کلیسا کاتولیک در کشور اتریش است.
این کلیسا که در شهر گراتس قرار دارد مابین سال‌های ۱۴۳۸ تا ۱۴۶۲ میلادی ساخته شده است.